# Hidcote Bartrim
Hidcote Bartrim är en by i civil parish Ebrington, i distriktet Cotswold, i grevskapet Gloucestershire i England. Byn är belägen 10 km från Moreton-in-Marsh. Hidcote Bartrim var en civil parish 1866–1935 när blev den en del av Ebrington. Civil parish hade 47 invånare år 1931. Byn nämndes i Domedagsboken (Domesday Book) år 1086, och kallades då Hidicote/Hedecote.